# 霜田一敏
霜田 一敏（しもだ かずとし、1931年5月26日 - 2021年10月31日）は、日本の教育学者、愛知教育大学名誉教授。

## 来歴
群馬県前橋市生まれ。1955年名古屋大学教育学部卒、1966年同大学院博士課程満期退学、帝塚山小学校教諭、福岡教育大学助教授、愛知教育大学教授。愛知教育大学附属岡崎小学校校長、1995年定年退官、名誉教授、愛知淑徳大学言語文化研究所教授。
2021年10月31日、肺がんのため、愛知県岡崎市内の病院で死去。90歳没。死没日をもって正四位に叙され、瑞宝中綬章を追贈された。

## 著書
- 『授業分析の科学 第5 集団思考の過程』明治図書出版 1967
- 『子どもの側に立つ授業論』明治図書出版 現代授業論双書 1985
- 『心にひびく道徳の授業』黎明書房 1990
- 『子どもと心が通うには』黎明書房 1992

### 共編著
- 『授業の基礎技術 第4 子どもの発言の取り上げ方』共著 明治図書出版
- 『小学校社会科の授業 市や町のしごと ゴミの学習』有田和正共著 国土社 1973
- 『子どもを生かす授業の条￥件 よりよい授業にするために』重松鷹泰共著 学習研究社 学研教育選書 著者と対話する本 1985
- 『教育実践学入門 人間性を育てる教師のために』将積茂共編 朝倉書店 1989
- 『人間回復をはかる授業』有田和正共編著 明治図書出版 1995

## 参考
- 『現代日本人名録』2002年